# DaVonté Lacy
DaVonté Damion Lacy (n. Tacoma, Washington); 11 de marzo de 1993) es un jugador de baloncesto estadounidense. Con 1,93 metros de altura juega en la posición de escolta. Actualmente forma parte de la plantilla del Ionikos Nikaias BC de la A1 Ethniki.

## Trayectoria
Es un jugador natural de Tacoma, Washington, formado en la Curtis Senior High School de University Place (Washington), antes de ingresar en 2011 en la Universidad Estatal de Washington en Pullman, para jugar durante cuatro temporadas la NCAA con los Washington State Cougars desde 2011 a 2015. 
Tras no ser drafteado en 2015, Lacy comenzó su carrera profesional en el equipo del Güssing Knights de la Admiral Basketball Bundesliga, la máxima competición de Austria. En la temporada siguiente firmaría por el BC Vienna de la misma liga. 
En las dos temporadas siguientes las disputaría en la ProA, la segunda división de Alemania, formando parte la temporada 2017-18 del Team Ehingen Urspring y la temporada 2018-19 del PS Karlsruhe Lions.
En la temporada 2019-20, Lacy jugó cuatro partidos con el Merkezefendi turco y acabaría la temporada con el USC Heidelberg de la ProA alemana, con el que disputa 11 partidos en los que promedia 18,7 puntos, 3,8 rebotes, 2,9 asistencias y 1,1 robos por partido.
El 2 de mayo de 2020, Lacy firmó con Donar Groningen para disputar la Dutch Basketball League en la temporada 2020-21.
El 22 de julio de 2021, Lacy firmó con el BK Levickí Patrioti en la Liga de Baloncesto Eslovaca, en la que promedió 17,1 puntos, 3,6 rebotes, 4,2 asistencias y 1,5 robos por partido. 
El 15 de enero de 2022, Lacy firmó con el Medipolis SC Jena de la ProA alemana.
El 8 de agosto de 2022, Lacy firmó un acuerdo con Bashkimi Prizren de la ETC Superliga, la máxima categoría del baloncesto kosovar.
El 20 de septiembre de 2022, firma con Ionikos Nikaias BC de la A1 Ethniki.